# Билсвил (Пенсилванија)
Билсвил (енгл. Beallsville) град је у америчкој савезној држави Пенсилванија.

## Демографија
По попису из 2010. године број становника је 466, што је 45 (-8,8%) становника мање него 2000. године.
| Група             | 2000.       | 2010.       |
| Белци             | 507 (99,2%) | 454 (97,4%) |
| Афроамериканци    | 4 (0,8%)    | 2 (0,4%)    |
| Азијати           | 0 (0,0%)    | 3 (0,6%)    |
| Хиспаноамериканци | 0 (0,0%)    | 3 (0,6%)    |
| Укупно            | 511         | 466         |